# 斯捷潘尼夫卡 (羅茲迪利納區)
46°47′37″N 29°59′13″E / 46.79361°N 29.98694°E

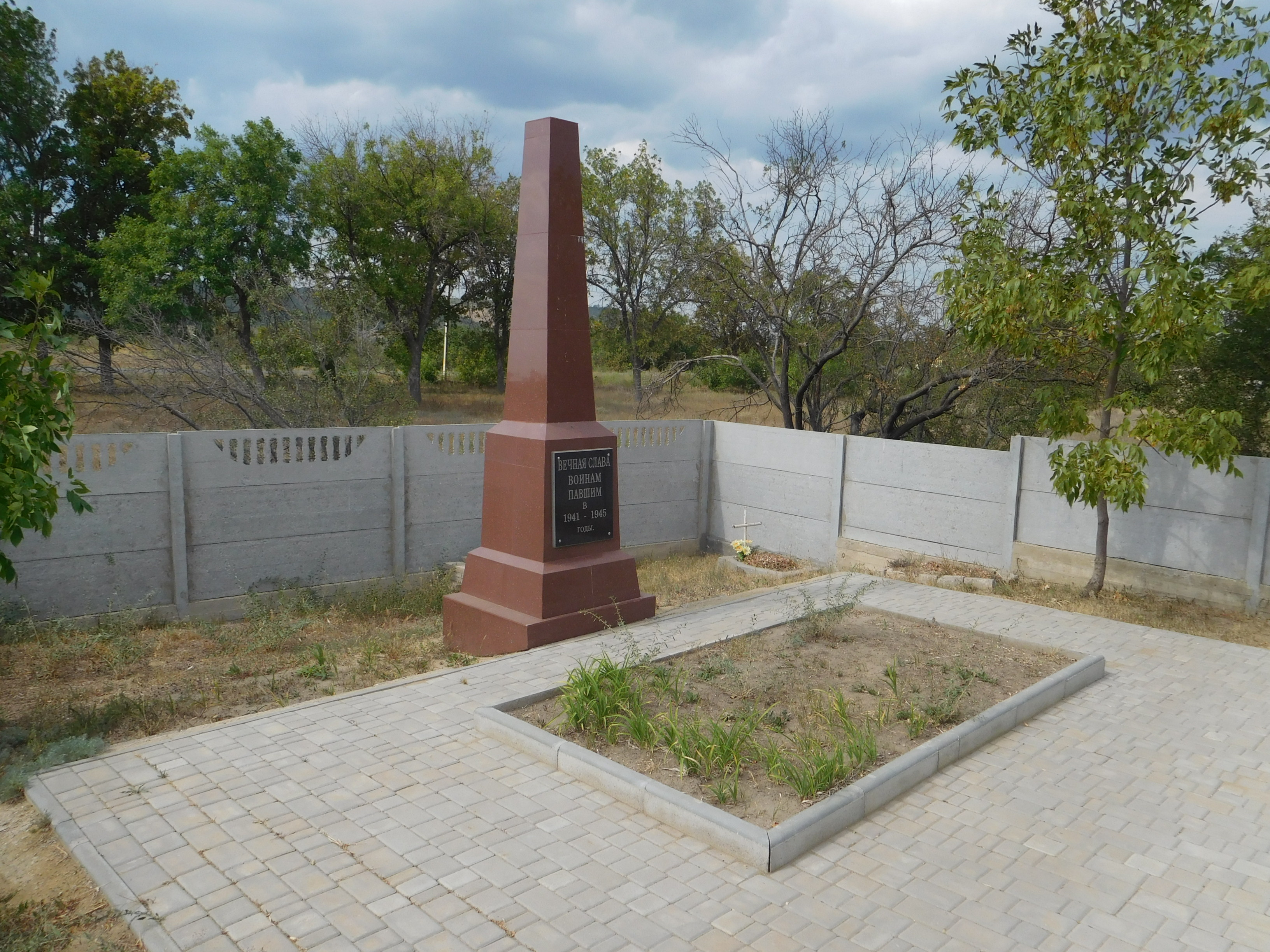
二战纪念碑

斯捷潘尼夫卡（羅馬化：Stepanivka）是位於烏克蘭西南部的村莊，由敖德萨州羅茲迪利納區的斯捷潘尼夫卡市鎮負責管轄，並為該市鎮的行政中心。該村始建於1896年，面積1.97平方公里，海拔高度9米，2016年人口1,898，人口密度每平方公里873.1人。